# Macrophiothrix hirsuta
Macrophiothrix hirsuta är en ormstjärneart som först beskrevs av Müller och Franz Hermann Troschel 1842.  Macrophiothrix hirsuta ingår i släktet Macrophiothrix och familjen Ophiothrichidae. Utöver nominatformen finns också underarten M. h. cheneyi.